# Teodoros Pangalos (generał)
Teodoros Pangalos (gr. Θεόδωρος Πάγκαλος; ur. 1878 w Elefsis, zm. 27 lutego 1952) – grecki wojskowy i polityk, pochodzenia arwanickiego.

## Życiorys
Brał udział w zamachu z Gudi.
16 czerwca 1925 zorganizował zamach stanu, drogą którego obalił republikański rząd. Do końca roku 1925 funkcjonował parlament, następnie Pangalos rozwiązał go i w styczniu 1926 ogłosił się dyktatorem. Trzy miesiące później zwyciężył w wyborach prezydenckich, w których startował jako jedyny kandydat. Częściową inspiracją dla Pangalosa była działalność Benito Mussoliniego; generał nie stworzył jednak własnego systemu ideologicznego. Twierdził, że jego dojście do władzy ratuje Grecję przed nieustającymi kłótniami cywilnych polityków, miał również zamiar zjednoczyć Partię Ludową i Partię Liberalną wokół haseł antykomunistycznych. We wrześniu 1925 Pangalos zorganizował Służbę Bezpieczeństwa Specjalnego, która miała zajmować się zwalczaniem greckich komunistów. Osoby podejrzane o prowadzenie działalności wywrotowej były zsyłane na wyspy Naksos, Kimolos, Anafi, Folegandros, Paros i Gawdos. Większość polityków odmówiła współpracy z dyktaturą, toteż jej głównym oparciem była armia. Generał dążył również do przywrócenia pełnej kontroli państwa nad Greckim Kościołem Prawosławnym.
Pangalos prowadził agresywną politykę zagraniczną, zaostrzając stosunki grecko-tureckie i dokonując w październiku krótkotrwałej agresji na Bułgarię. Liga Narodów zobowiązała Grecję do wypłacenia odszkodowania z tego tytułu.
Już 22 sierpnia 1926 dyktatura Pangalosa została przerwana przez kolejny zamach stanu, który przeprowadził z kolei gen. Jeorios Kondilis, deklarujący się jako obrońca republiki. Do 1928 przebywał w więzieniu.
W czasie II wojny światowej i okupacji Grecji Pangalos był jednym z inicjatorów stworzenia kolaboracyjnych Batalionów Bezpieczeństwa.